# Clementine
Clementine — вільний багатоплатформовий медіа-плеєр і менеджер музичної колекції, написаний з використанням бібліотеки Qt.
Clementine був створений в 2010 році як порт Amarok 1.4 на Qt 4. У порівнянні з Amarok 1.4 функціональність поповнена деякими розширеннями, а початковий код був переписаний з бібліотек Qt 3 і kdelibs на бібліотеку Qt4, відповідно Clementine не вимагає для своєї роботи бібліотек KDE. Як рушій відтворення музики використовується GStreamer.

## Опис можливостей
- Пошук та відтворення локальної фонотеки
- Прослуховування інтернет радіо з Spotify, Grooveshark, Last.fm, SomaFM, Magnatune, Jamendo, SKY.fm, Digitally Imported, JAZZRADIO.com, Soundcloud, та Icecast.
- Пошук та завантаження пісень на Google Drive
- Створення «розумних» та динамічних списків відтворення
- Списки відтворення у вкладках, додавання та збереження M3U, XSPF, PLS та ASX
- Підтримка файлів CUE
- Відтворення музичних CD
- Візуалізації від projectM
- Перегляд текстів пісень, біографій та фото виконавців
- Перекодування музики в MP3, Ogg Vorbis, Ogg Speex, FLAC чи AAC
- Редагування позначок у MP3 та OGG файлах, організація вашої музики
- Витягування міток з MusicBrainz
- Відстеження та завантаження подкастів
- Завантаження відсутніх обкладинок з Lasf.fm та Amazon
- Крос-платформенність, робота на Windows, Mac OS X та Linux
- Рідні сповіщення в Linux (libnotify) та Mac OS X (Growl)
- Віддалене керування з використанням Wii Remote, MPRIS чи командного рядка
- Копіювання музики на iPod, iPhone, MTP чи USB програвач
- Керування чергою відтворення

## Виноски
1. 1 2  Clementine's about.cpp file, code.google.com, архів оригіналу за 6 листопада 2013, процитовано 28 березня 2011
2. ↑  David Sansome (22-02-2010), Clementine 0.1, KDE Mailing Lists, архів оригіналу за 5 березня 2012, процитовано 03-11-2011
3. ↑  Clementine Music Player, Analysis Summary, Ohloh, архів оригіналу за 5 вересня 2012, процитовано 13 вересня 2012 [Архівовано 2012-09-05 у Wayback Machine.]
4. ↑  Clementine license, code.google.com, архів оригіналу за 29 січня 2013, процитовано 23 жовтня 2010
5. ↑  Для розуміння чим же така погана прив'язка до бібліотек KDE можна порівняти розмір установних пакунків Amarok і Clementine для платформи Windows — 500 МБ у Amarok проти 15 МБ у Clementine, а у встановленому виді 2 ГБ проти 50 МБ